# Marianne Nölle
Marianne Nōlle (nacida en 1938 - 28 de julio de 2022), en Colonia) fue una asesina en serie alemana, responsable de por lo menos 7 muertes (que fueron las únicas confirmadas).

## Crímenes
Nōlle era una enfermera geriátrica en su natal Colonia, entre 1984 y 1992 mató a varios pacientes que estaban a su cargo, envenenándolos con Truxal (un medicamento psiquiátrico de uso restringido, empleado como antipsicótico).
La policía cree que Marianne mató a 17 ancianos a su cuidado y lo intentó con por lo menos otros 18 más. Pero solo se le pudieron comprobar 7 cargos de asesinato, por los que fue condenada a cadena perpetua en 1993. Ella jamás ha confesado su responsabilidad en los hechos.